# Syngrapha orophila
Syngrapha orophila är en fjärilsart som beskrevs av George Francis Hampson 1908. Syngrapha orophila ingår i släktet Syngrapha och familjen nattflyn. Inga underarter finns listade i Catalogue of Life.

## Bildgalleri

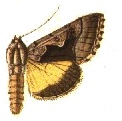